# 14566 Hokuleʻa
14566 Hokuleʻa este un asteroid din centura principală de asteroizi.

## Descriere
14566 Hokuleʻa este un asteroid din centura principală de asteroizi. A fost descoperit pe 19 iunie 1998 la Stația Anderson Mesa în cadrul programului LONEOS. Asteroidul prezintă o orbită caracterizată de o semiaxă mare de 2,61 ua, o excentricitate de 0,26 și o înclinație de 10,6° în raport cu ecliptica.